# Förlovat land
Förlovat land är den svenske artisten Ola Magnells tionde album, utgivet på CD 1993.

## Låtlista
Alla låtar är skrivna av Ola Magnell.
1. "Ett hus" – 3:52
2. "Johanna (i skuggan av Stockholm)" – 5:31
3. "Kom till min sjö" – 4:44
4. "I denna vackra värld" – 4:27
5. "Fåfängans natt" – 4:13
6. "Staffans lykta" – 4:18
7. "Förlovat land" – 4:03
8. "Bränt ljus" – 5:22
9. "Messias" – 5:14
10. "Slaget vid Birkenbaum" – 4:28
11. "Dager i dis" – 5:15

## Medverkande
- Marie Bergman – sång
- Lasse Englund – gitarrer, klaviaturer, sjöflöjt, slagverk
- Backa Hans Eriksson – bas
- Tommy Lydell – klaviatur
- Ola Magnell – sång, munspel, akustisk gitarr
- Magnus Persson – trummor, slagverk
- Mats Ronander – munspel på "Messias"

### Fotnoter
1. 1 2  ”Ola Magnell”. Svensk mediedatabas. Arkiverad från originalet den 19 februari 2019. https://web.archive.org/web/20190219015931/https://smdb.kb.se/catalog/search?q=Ola%20Magnell&x=0&y=0. Läst 23 januari 2013.